# Harvard Yard
Harvard Yard ist der älteste Teil der Harvard University in Cambridge, Massachusetts und gilt als Ursprung der Universität. Der Bereich wurde 1973 in das National Register of Historic Places eingetragen und 1987 zum Historic District erklärt.

## Beschreibung
Zum Harvard Yard gehören die Boylston Hall, Emerson Hall, Harvard Hall, Memorial Church of Harvard University (Holden Chapel), Lamont Library, Robinson Hall, Sever Hall sowie die Widener Library. Der im NRHP eingetragene Historic District umfasst als Contributing Properties die Memorial Church of Harvard University, University Hall, Widener Library und Sever Hall. Dieser Bereich im Zentrum des Harvard Yard ist auch als Tercentenary Theatre bekannt, während das westliche Drittel als Old Yard bezeichnet wird.